# Dirk Schlegel
Dirk Schlegel (* 14. Juni 1961 in Ost-Berlin) ist ein ehemaliger deutscher Fußballspieler. In der höchsten Spielklasse des DDR-Fußballs, der Oberliga, spielte er für den BFC Dynamo. Nach seiner Flucht aus der DDR war er im bundesdeutschen Profifußball aktiv.

## Sportliche Laufbahn

### Club- und Vereinsstationen
Dirk Schlegel begann beim FC Vorwärts Berlin organisiert mit dem Fußball. Mit dem Umzug der Armeeelf nach Frankfurt/Oder im Sommer 1971 setzte er seine sportliche Ausbildung beim Fußballclub der Sportvereinigung Dynamo, dem Berliner FC Dynamo fort.
1978 wurde Schlegel mit dem BFC DDR-Juniorenmeister. Über den Kader der Nachwuchsoberligaelf schaffte die Defensivkraft bei den Weinroten den Sprung ins Oberligateam. Mit 32 Einsätzen in den Spielzeiten 1980/81 bis 1983/84 wirkte Schlegel an vier DDR-Meisterschaften der Ost-Berliner mit. Sein Debüt gab das damals 19-jährige Talent am 28. März im Rahmen des 19. Spieltags der Saison 1981. Beim 5:1-Heimsieg gegen die BSG Wismut Aue wurde er gut 20 Minuten vor Schluss für Rainer Troppa eingewechselt.
Zusammen mit seinem Mannschaftskameraden Falko Götz floh er am 2. November 1983 vor dem Europapokalspiel des BFC Dynamo beim FK Partizan Belgrad in die bundesdeutsche Botschaft vor Ort. Nach der Flucht wurde er gemeinsam mit Götz von Bayer 04 Leverkusen verpflichtet, aber von der FIFA aufgrund der damalig gültigen Regeln für ein Jahr, während dem er in einem Kaufhaus arbeitete, gesperrt.
In der 1. Bundesliga debütiert Schlegel für die Werkself am 3. November 1984. Später spielt er im westdeutschen Oberhaus auch für den VfB Stuttgart und Blau-Weiß 90 Berlin.

### Auswahleinsätze
Nach seiner Etablierung im BFC-Oberligakader wurden auch die Auswahltrainer des DFV auf ihn aufmerksam. In der U-21-Auswahl der DDR wurde er 1982 zweimal eingesetzt. Mit dem Team belegt er beim renommierten Turnier von Toulon in diesem Jahr den 4. Rang.

## Trainerlaufbahn und Scouting-Tätigkeit
Später agiert Schlegel als Nachwuchs- und Amateurtrainer bei Hertha BSC und formt Talente wie Jérôme Boateng oder Sejad Salihović. In der Saison 2007/08 wurde er als Nachfolger von Daniel Meyer Trainer beim FC Strausberg (Brandenburgliga/Verbandsliga). Er arbeitete im Anschluss als Spielervermittler.
Anfang November 2018 verpflichtete Zweitligist Holstein Kiel Schlegel als neuen Chefscout.

## Trivia
Nach seiner Spielerkarriere wurde bekannt, dass er 1983, wie andere Dynamo-Spieler auch, vom Zentralinstitut des Sportmedizinischen Dienstes der DDR positiv auf Dopingmittel getestet worden war. Schlegel sagte, dass er nur einmal gewusst habe, dass er Aufputschmittel erhalten habe.